# Yedid Nefesh
Yedid Nefesh (en hébreu : ידיד נפש yedid nefesh, « Amant de l'âme ») est le nom d'un poème liturgique  traditionnellement chanté par les Juifs le jour du chabbat.

## Tradition et origine
Ce poème a été composé au XVIe siècle par le rabbin et kabbaliste Elazar Azikri, auteur du Sefer haredim. Sa thématique est centrée autour  de l'amour intense que l'on doit ressentir pour Dieu. thème très présent dans les piyyoutim. Chacun des quatre versets a pour première lettre l'une des quatre lettres du Tétragramme, le Nom de Dieu ineffable.
Yedid Nefesh est chanté par certains entre l'office religieux de min'ha, la prière du vendredi après-midi et le début de la Kabbalat chabbat (accueil du chabbat). Il est chanté en particulier dans le Juifs orthodoxes durant la seoudah chlichit, le troisième repas du chabbat, samedi soir.

## Traduction
1er paragraphe - Youd

« Compagnon de l’âme, Père miséricordieux, incite Ton serviteur à réaliser Ton désir. Il accourra alors comme un cerf, pour se prosterner devant Ta grandeur ! Douce est pour lui Ton affection, plus suave que le miel le plus pur »

2e paragraphe - Hé

« Source rayonnante de ce monde, mon âme languit, dolente de Ton amour. Je T’implore, mon Dieu, guéris-la donc, en lui dévoilant la splendeur de Ton éclat ! Elle se ranimera et la santé elle recouvrera, pour Te servir à jamais »

3e paragraphe - Vav

« Ô Vénérable, que s’éveille Ton émoi, prends en pitié Ton fils qui Te chérit tant. Car au plus profond de lui, à contempler la magnificence de Ta puissance il aspire ! Je T’en prie, mon Dieu, désir de mon âme, ne tarde pas, ne Te dérobe pas »

4e paragraphe -Hé

« Révèle-Toi, Ami intime, sur moi Ton pavillon de paix déploie. Éveille la Terre à Ta gloire, et nous exulterons, ferons éclater notre joie ! Hâte-Toi, Bien-aimé, il me tarde de te rencontrer. Accorde-moi, je Te prie, Ta tendresse comme au temps passé »

## Version audio
Plusieurs versions audio :
- Yedid Nefesh chanté selon la tradition ashkénaze par Zalman Goldstein et Chaim Fogelman sur chabad.org
- Un enregistrement de Aish HaTorah
- Yedid nefesh chanté selon la tradition andalouse